# Hamlet (1990)
Hamlet is een Amerikaanse film uit 1990 geregisseerd door Franco Zeffirelli. De hoofdrollen worden vertolkt door Mel Gibson en Glenn Close. De film is gebaseerd op het toneelstuk Hamlet van William Shakespeare.

## Verhaal
Hamlet keert terug naar Denemarken wanneer hij ontdekt dat zijn vader, de koning van Denemarken, gestorven is. Zijn moeder Gertrude hertrouwt met zijn oom Claudius, die de nieuwe koning van Denemarken wordt. De geest van Hamlets vader komt naar Hamlet en vertelt hem dat oom Claudius zijn vader vermoord heeft. Hamlet is uit op wraak...

## Rolverdeling
| Acteur               | Personage    |
| -------------------- | ------------ |
| Mel Gibson           | Hamlet       |
| Glenn Close          | Gertrude     |
| Alan Bates           | Claudius     |
| Paul Scofield        | De Geest     |
| Ian Holm             | Polonius     |
| Helena Bonham Carter | Ophelia      |
| Stephen Dillane      | Horatio      |
| Nathaniel Parker     | Laertes      |
| Sean Murray          | Guildenstern |
| Michael Maloney      | Rosencrantz  |

## Prijzen en nominaties
- 1991 - Oscar
  - Genomineerd: Beste kostuums
  - Genomineerd: Beste setdecoratie
- 1991 - David di Donatello
  - Gewonnen: Beste buitenlandse film
- 1992 - BAFTA Award
  - Genomineerd: Beste mannelijke bijrol (Alan Bates)

- Bibliothèque nationale de France: cb164612221 (data)
- Gemeinsame Normdatei: 4763735-3
- Library of Congress Control Number: nr2003017725
- Virtual International Authority File: 198561701